# Adela Pedrosa
María Adelaida Pedrosa Roldán, née le 9 mai 1966, est une femme politique espagnole membre du Parti populaire (PP).

## Biographie
Elle est mariée et mère d'un fils.

### Carrière politique
De 2007 à 2015, elle est maire de Elda. De 2011 à 2015, elle est première vice-présidente de la députation d'Alicante.
Le 20 décembre 2015, elle est élue sénatrice pour Alicante au Sénat et réélue en 2016.
Sous les XIe et XIIe législatures, elle est deuxième secrétaire du Sénat.